# Larroque (Hautes-Pyrénées)
Larroque is een gemeente in het Franse departement Hautes-Pyrénées (regio Occitanie) en telt 88 inwoners (2009). De plaats maakt deel uit van het arrondissement Tarbes.

## Geografie
De oppervlakte van Larroque bedraagt 7,1 km², de bevolkingsdichtheid is dus 12,4 inwoners per km².

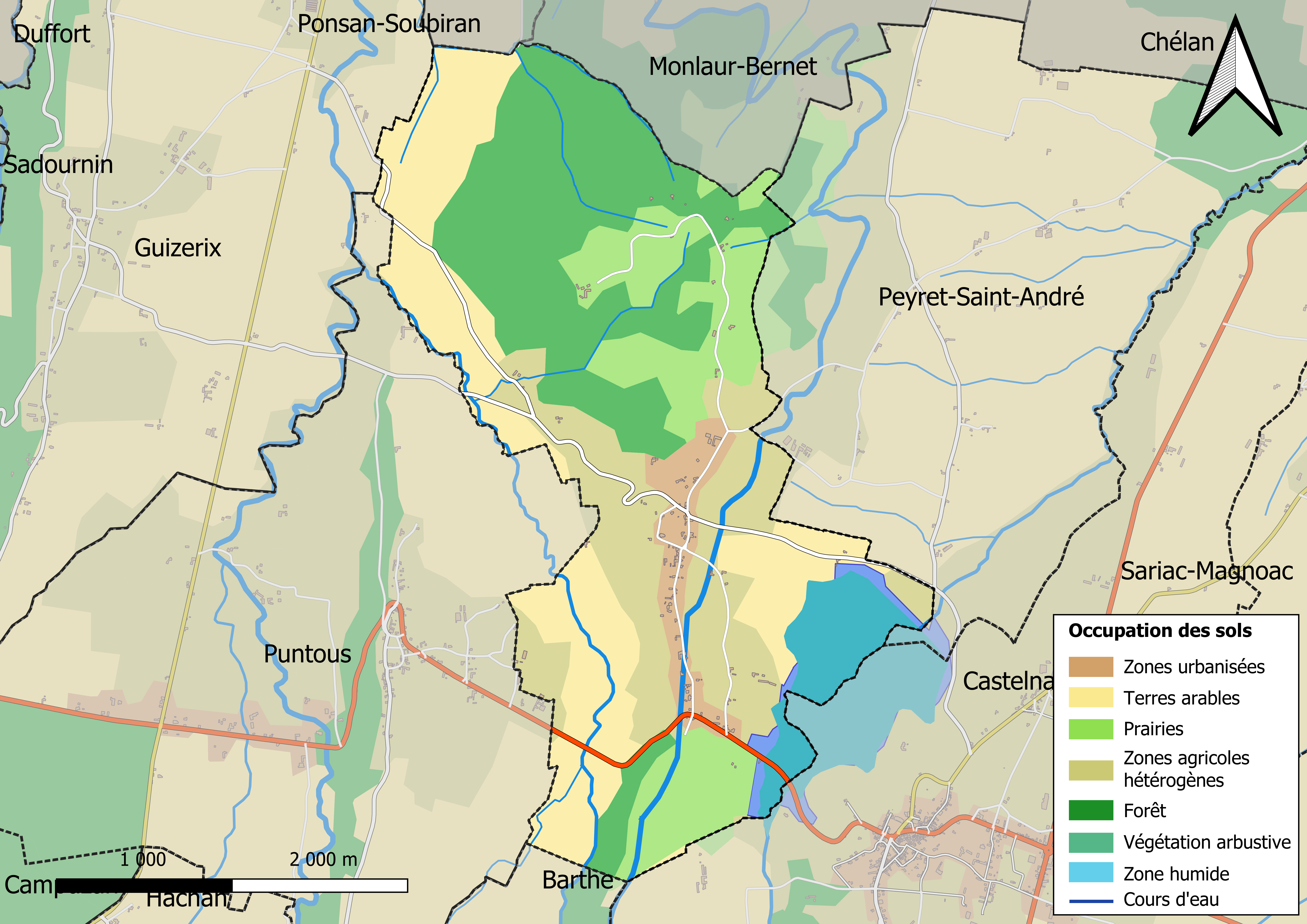
Kaart van de gemeente met belangrijkste infrastructuur, bodemgebruik en omliggende gemeenten

## Demografie
Onderstaande figuur toont het verloop van het inwonertal (bron: INSEE-tellingen).

1. ↑  Populations de référence 2022.